# زولاچای

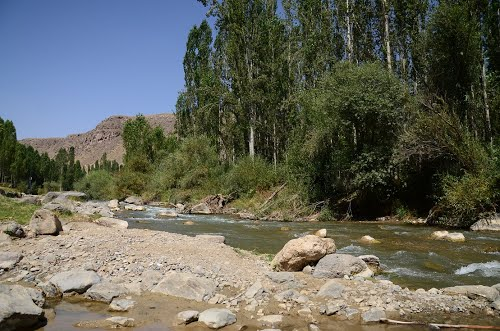
زولاچای

زولا چای از رودخانه‌های مرزی شمال غربی ایران است.
زولاچای رودی است فصلی در شهرستان سلماس که از کوه‌های اطراف کوزه‌رش جریان یافته و به دریاچه ارومیه می‌ریزد. رود زولاچای از به‌هم‌پیوستن رودهای «خورخوره»، زولا اریک و ریزعلی‌چای به وجود می‌آید.
این رود از بلندی‌های معروف به ساری‌داش سرچشمه گرفته در یک بستر عریض ۱۲۰ متری حرکت می‌کند. پس از طی مسافتی رودخانهٔ دیرعلی‌سو که آن هم از کوه‌های مرزی هراویل سرچشمه می‌گیرد و رود زرین‌دره که از ارتفاعات چیچک سرچشمه می‌گیرند به هم پیوسته، جلگه سلماس را آبیاری می‌کنند. آب این رودخانه در فصول بارانی و سیلابی به دریاچه ارومیه می‌ریزد.
حوضه آبریز رودخانه زولا دارای وسعتی در حدود ۹۶۰ کیلومتر مربع بوده و در جنوب غرب سلماس قرار دارد.
البته اکنون به علت احداث سد بر روی این رودخانه دیگر آبی در مسیر انتهایی رودخانه جریان ندارد.